# Gatuhund

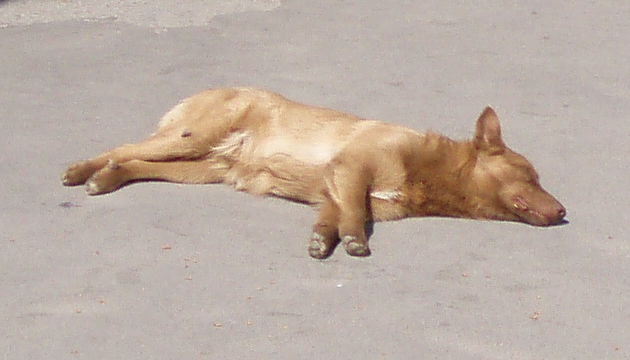
Vilande gatuhund i Aten

En gatuhund är en herrelös hund i stadsmiljö.

## Bakgrund
Världen över har det ökade intresset för hunden som husdjur ökat hundpopulationen. Detta medför även en viss problematik som ser olika ut i olika länder beroende på landets inrikespolitik och marknadsekonomi. I flera länder i Europa, till exempel Storbritannien, Tyskland och Spanien, har problemet med det ökade hundbeståndet mötts med åtgärdsprogram som utbildning av lokalbefolkningen och kastreringskampanjer.
I jämförelse med USA har Sverige ännu inte problem i samma utsträckning. Sverige saknar kommunala hundstall i varje kommun. I Sverige är det lag på ID-märkning av hund och hundägarregistrering i ett centralt register som handhas av Jordbruksverket. Detta gör att en upphittad hund i många fall kan knytas till en ägare.
Trots stora problem i USA förekommer det en organiserad förmedling av hundar från andra länder som Puerto Rico och Mexiko. Företeelsen är omdebatterad i amerikanska djurskyddskretsar[källa behövs].
Gatuhundar från främst Grekland och Spanien har under många år skeppats över till tyska djurhem där de säljs[källa behövs]. Under 1996 spred sig företeelsen även till Sverige[källa behövs].

## Förmedling av gatuhundar
Det finns ett flertal etablerade föreningar i Sverige som säljer gatuhundar. Sveriges veterinärförbund varnar för att de importerade gatuhundarna medför såväl smittskydds- som djurskyddsmässiga problem[källa behövs]. Många av sjukdomarna som hundarna för med sig är zoonoser, sjukdomar som kan spridas från djur till människa[källa behövs]. Överföringen sker via direktkontakt, via vektor eller via av djur förorenat vatten eller livsmedel[källa behövs]. Vanligen sprids sjukdomen inte vidare från människa till människa. Ett antal av dessa lagligt införda gatuhundar i Sverige är kroniskt sjuka i leishmania[källa behövs], men mörkertalet är stort[källa behövs]. Sjukdomen kan ligga latent hos hunden i upp till åtta år och syns inte på blodprov förrän den är utvecklad[källa behövs]. Leishmania sprids genom sandmyggan som inte finns i Sverige[källa behövs]. Det kommer emellertid kontinuerligt nya mygg- och flugarter och förr eller senare dyker det upp en art som kan sprida leishmaniaparasiten till människa och andra djur[källa behövs]. Så har redan skett i Tyskland, där små barn som aldrig lämnat sitt hemland blivit smittade[källa behövs].
För att importera hundar till Sverige krävs enligt Jordbruksverket chipmärkning, vaccination mot rabies och tester rörande hjärtmask. Djur som reser mellan EU-länder ska ha pass. Man skaffar passet hos en veterinär. Om du ska köpa ett djur i utlandet ber du säljaren ordna ett pass hos sin veterinär. 
De flesta gatuhundar är blandrashundar[källa behövs]. De flesta hundar som smugglas in i Sverige utan vaccinationer och tester utförda är populära rashundar.[källa behövs]